# Tramwaje w Gland
Tramwaje w Gland − zlikwidowany system komunikacji tramwajowej w szwajcarskich miastach Gland i Begnins, działający w latach 1906−1954. 

## Historia
Początkowo planowano wybudować pomiędzy tymi miejscowościami linię kolejową ale ostatecznie zdecydowano się na tańszą linię tramwajową. Linię tramwajową o długości 3,7 km otwarto 13 czerwca 1906. Linia połączyła dworzec kolejowy na linii Lozanna − Genewa w Gland z położoną na północ miejscowością Begnins. Rozstaw szyn na linii wynosił 1000 mm. Na linii oprócz przewozów pasażerskich prowadzono także przewozy towarowe. Linię zlikwidowano 22 maja 1954. Tramwaje na tej trasie zastąpiły autobusy. Zajezdnia mieściła się w Gland.

## Tabor
Na linii eksploatowano łącznie 6 wagonów:
| Typ    | Rok produkcji | Liczba egzemplarzy/numery | Długość | Waga   | Uwagi                        |
| ------ | ------------- | ------------------------- | ------- | ------ | ---------------------------- |
| Ce 2/2 | 1906          | 2/1−2                     | 10,10 m | 11 ton | wagony silnikowe pasażerskie |
| C      | 1892          | 1/11                      | 8,7 m   | 5 ton  | doczepny wagon pasażerski    |
| K      | 1906          | 1/3                       | 5,8 m   | 5 ton  | wagon towarowy               |
| L      | 1906          | 1/4                       | 5,8 m   | 4 tony | wagon towarowy               |
| Z      | 1912          | 1/21                      | 3,5 m   | 2 tony | wagon towarowy               |